# Bard (Olaszország)
Bard (aosta-völgyi patois dialektusban Bar) egy északolasz község Valle d’Aosta régióban.

## Földrajz
Bard a legkisebb község Valle d’Aosta régióban. A völgy bejáratánál helyezkedik el, ahol az aostai terület a legszűkebb. Folyója a Dora Baltea, amelyen a település bejáratánál egy középkori híd ível át.

## Látnivalók
Legfontosabb nevezetessége a Savoyai-erőd, ahonnan lesétálva jellegzetes középkori városközpontba jutunk kis utcákkal, a 15-16. században emelt épületekkel, kézművesműhelyekkel, és helyi termékeket áruló üzletekkel. Temploma (Chiesa dell’Assunzione di Maria) 12. századi eredetű, de mai formáját a 19. században nyerte el. Négyzetalapú, egyhajós, előtte kőből épült lépcsősor és árkádok.

### Bard erődje
A Savoyai-ház a 19. században épült a Bard felett emelkedő sziklára. Jelenleg az Alpok Múzeumának (Museo dele Alpi) ad otthont, és festészeti, valamint szobrászati kiállítások kerülnek itt megrendezésre. Nyáron zenei és táncművészeti előadások színhelye.

### Galéria

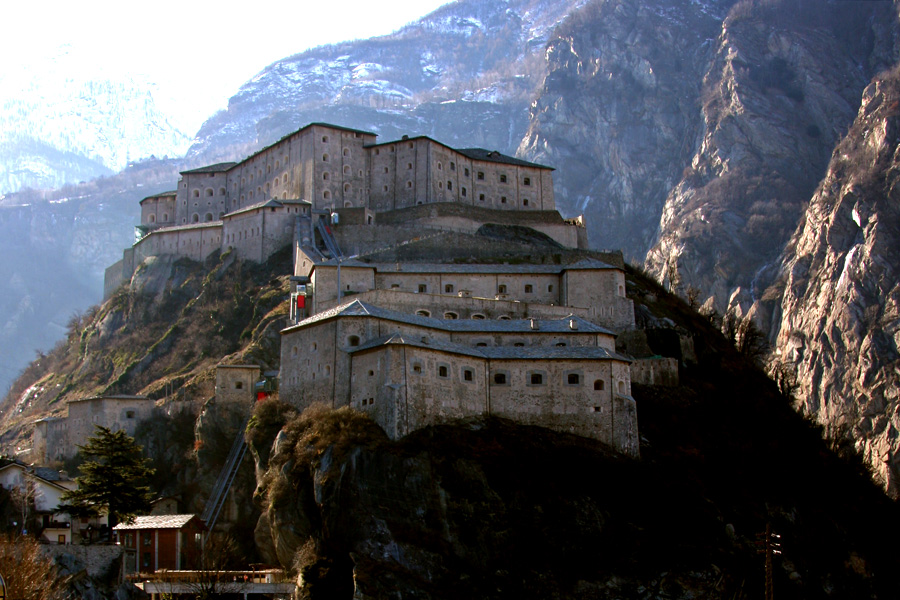
Bard erődje
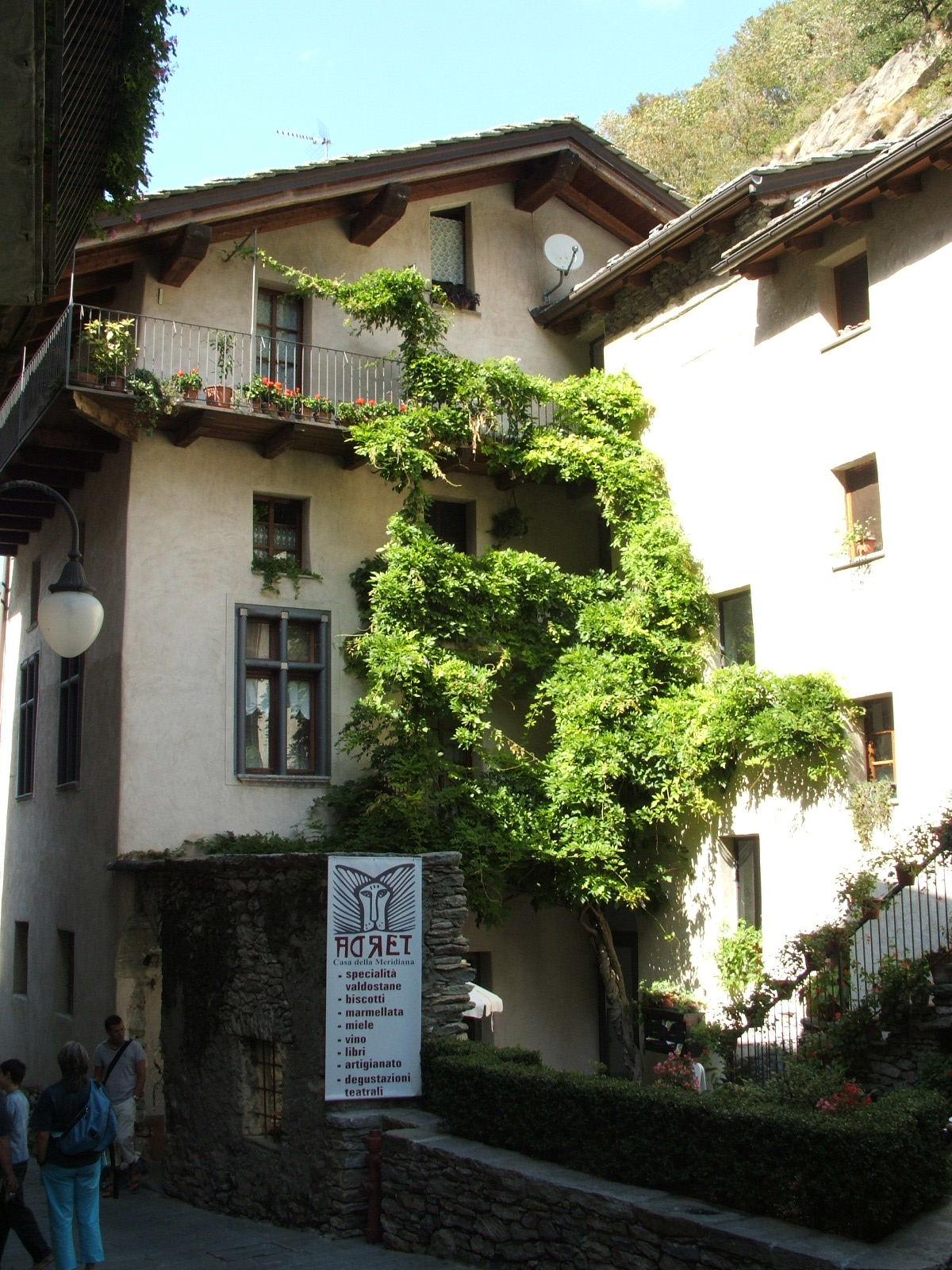
Bard óvárosa
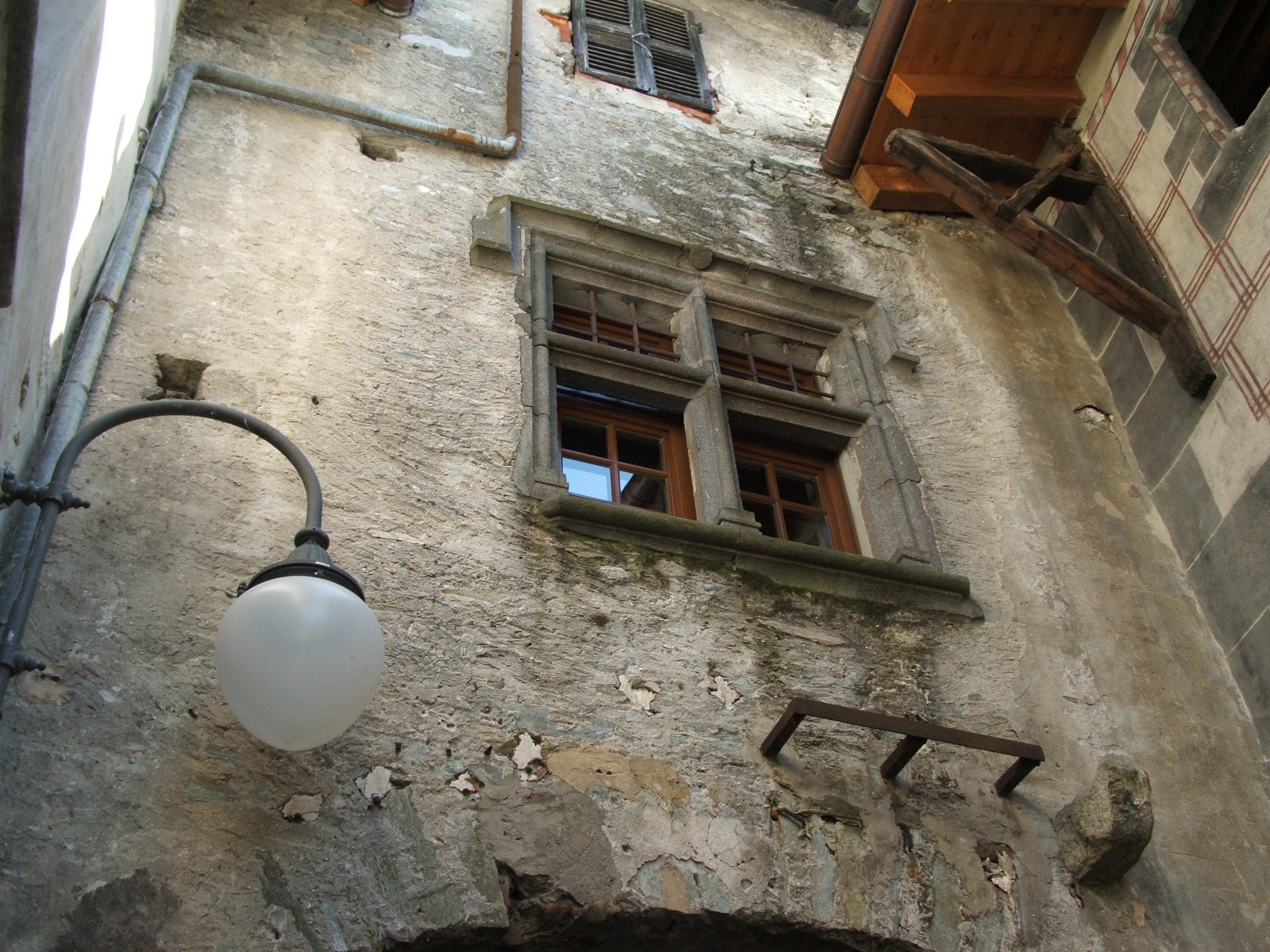
Egy régi bardi épület

### Fordítás
- Ez a szócikk részben vagy egészben  a   Bard(Italia) című olasz Wikipédia-szócikk fordításán alapul.  Az eredeti cikk szerkesztőit annak laptörténete sorolja fel. Ez a jelzés csupán a megfogalmazás eredetét és a szerzői jogokat jelzi, nem szolgál a cikkben szereplő információk forrásmegjelöléseként.